# Maria Franciszka Sabaudzka
Maria Franciszka Elżbieta Saubadzka-Nemours, Maria Francisca Isabel de Sabóia, princesa de Nemours (ur. 21 czerwca 1646 w Paryżu, zm. 27 listopada 1683 w Lizbonie) – księżniczka Nemours, królowa Portugalii.
Maria Franciszka urodziła się jako córka księcia Nemours – Karola Amadeusza Sabaudzkiego, oraz Elżbiety Burbon-Vendome (córki Cezara Burbona, księcia de Vendome). Była żoną króla Portugalii – Alfonsa VI, a po unieważnieniu małżeństwa również żoną jego brata – króla Piotra II, wcześniejszego księcia Beira.
Z drugim mężem miała ona jedną córkę – księżniczkę Isabel Luísa Josefa de Bragança (1669–1690), znaną jako a Sempre-Noiva (port. wiecznie zaręczona) z racji rozlicznych prób wydania jej za mąż, które nigdy się nie powiodły. Maria Franciszka zmarła kilka miesięcy po koronacji, a Piotr II w 1687 ożenił się po raz drugi, z Marią Zofią Pfalz-Neuburg, siostrą cesarzowej Eleonory.